# دشت‌خوان گلوسوخته
دشت‌خوان گلوسوخته (نام علمی: Eremomela usticollis) نام یک گونه از سرده دشت‌خوان است.